# Pentacosiomédimnes
Les pentacosiomédimnes (en grec ancien Πεντακοσιομέδιμνοι / pentakosiomedimnoi) selon la réforme de Solon constituent une des classes censitaires athéniennes avec les thètes, les zeugites et les chevaliers ou hippeis. Sur leurs terres, ils disposent d'un revenu annuel supérieur ou égal à 500 médimnes de solide (260 hectolitres), ou 500 métrètes de liquide (195 hectolitres) ; c'est de ces 500 médimnes qu'ils tirent leur nom.
Estimés à environ 10 % des citoyens athéniens, les pentacosiomédimnes font partie de la classe censitaire la plus élevée. Ils peuvent accéder à toutes les magistratures possibles, et ils sont même les seuls à pouvoir devenir stratèges. Bien éduqués et maîtrisant l'art du discours, ce sont eux qui prennent le plus souvent la parole à l'Ecclésia et dominent donc par ce fait la vie politique athénienne. Très riches, ce sont eux qui payent les liturgies et qui équipent les trières. Les grands noms du Ve siècle athénien comme Périclès, Nicias ou Alcibiade étaient tous des pentacosiomédimnes. 
En 487 av. J.-C. on décida de tirer au sort les archontes parmi cinq cents candidats pris, non plus seulement parmi les pentacosiomédimnes, mais aussi parmi les chevaliers.  